# Zbigniew Wyszyński
Zbigniew Władysław Wyszyński (ur. 8 lipca 1924, zm. 2 lipca 2001) – historyk filmu, wykładowca akademicki.

## Życiorys
Studiował w Akademii Handlowej w Krakowie (1949) (ekonomia) i w Instytucie Sztuki PAN w Warszawie (1958) (filmoznawstwo).
Propagator Dyskusyjnych Klubów Filmowych (1955–1985) oraz kierownik artystyczny kin studyjnych w Krakowie (1963–1985), współredaktor dorocznej Kroniki Krakowa (od 1975 do lat 80.). W Wyższej Szkole Pedagogicznej w Krakowie (od 1962) i w Państwowej Wyższej Szkole Teatralnej w Krakowie (1964–1986) wykładał historię i teorię filmu.
Założył studia filmoznawczo-telewizyjne w Instytucie Filologii Polskiej Uniwersytetu Jagiellońskiego (1975–1989).

## Twórczość
- Zbigniew Wyszyński, Filmowy Kraków 1896-1971, Wydawnictwo Literackie, Kraków 1975 (Nagroda Ministra Nauki, Szkolnictwa Wyższego i Techniki)
- Zbigniew Wyszyński, Wprowadzenie do estetyki filmowej, Zakład Narodowy im. Ossolińskich, Wrocław Kraków, 1976
- Zbigniew Wyszyński (red), Polskie kino lat 1918-1939 : zagadnienia wybrane, Państwowe Wydawnictwo Naukowe, Warszawa 1980
- Filmowe widzenie świata Gabrieli Zapolskiej, 1985
- Zbigniew Wyszyński, Szczęsny Mysłowicz – filmowy kronikarz Krakowa, Krakowski Dom Kultury „Pałac pod Baranami”, Kraków 1986
- Andrzej Urbańczyk, Zbigniew Wyszyński, Wyspiański w krainie filmu, Centrum Sztuki Filmowej : Krakowski Dom Kultury - „Pałac pod Baranami”, Kraków 1987